# Равич, Михаил Гиршевич
Михаил Гиршевич Равич (21.10.1912-02.04.1978) — советский арктический и антарктический геолог, доктор геолого-минералогических наук (1954), профессор, лауреат Государственной премии СССР (1971).
Родился 21.10.1912 в Гомеле.
Окончил геологоразведочный факультет Ленинградского горного института (1936).
Работал в Дальстрое, Якутгеолтресте, в промышленном отделе Якутского обкома ВКП(б), Арктическом институте.
С 1948 года в НИИГА (Научно исследовательский институт геологии Арктики), заведующий лабораторией, с 1953 г. заместитель директора по научной работе, с 1972 г. заместитель генерального директора объединения по научной работе.
Основные направления научной деятельности: геология полярных регионов (Кольский полуостров, Таймыр, Якутия, Антарктида), магматизм и метаморфизм, геология докембрия.
Участник 5 советских Антарктических экспедиций. Вице-президент международной комиссии по геологической карте Мира, почетный членом международного сообщества исследователей геологии полярных областей.
Доктор геолого-минералогических наук (1954), профессор.
Лауреат Государственной премии СССР (1971, в составе авторского коллектива) — за «Атлас Антарктики» в 2 томах (1966, 1969). Награждён орденом Трудового Красного Знамени, медалями «За трудовую доблесть», «За доблестный труд».

Его именем назван полуостров в Таймырской губе.
Сочинения:
- Геологические исследования Четвертой континентальной экспедиции на Земле Королевы Мод в 1959 г. // Информ. бюлл. САЭ. — 1959. — № 12.
- Проблемы геологии Восточной Антарктиды // Информ. бюлл. САЭ. — 1959. — № 4.
- Докембрий Восточной Антарктиды // В кн.: Стратиграфия и корреляция докембрия. М. — Л., 1960.
- Перспективы геологических исследований в Антарктиде в 1960—1965 гг. — В кн.: Антарктика // Доклады Комиссии 1960. М., 1961.
- Равич М. Г., Климов Л. В., Соловьев Д. С. Докембрий Антарктиды. М., Недра. — 1965.
- Краткие сведения о геологическом строении восточной части гор на Земле Королевы Мод в Восточной Антарктиде // Докл. АН СССР. −1959. — Т. 128. — № 1.
- Равич М. Г., Воронов П. С. Геологическое строение побережья Восточной Антарктиды (между 55 и 110 в. д.) // Советская Геология. — 1958. — № 2.
- Равич М. Г., Соловьев Д. С. Новые данные о геологическом строении оазиса Бангера в Восточной Антарктиде // Доклады АН СССР. — 1957. — Т. 115. — № 6.
- Равич М. Г., Соловьев Д. С. Геологическое строение центральной части гор Земли Королевы Мод в Восточной Антарктиде / В кн.: Антарктика. Доклады Комиссии. 1962.
- Равич М. Г., Воронов П. С., Климов Л. В., Соловьев Д. С. Геологические исследования в районе Берега принцессы Астрид // Труды САЭ. −1962. — Т. 20.
- Горные породы оазиса Бангера // Труды НИИ геологии Арктики. — 1957.- Т . 95.
- Горные породы оазиса Вестфолль // Труды НИИ геологии Арктики. — 1960.-Т. 113.
- Горные породы холмов Гирсон и островов Уиндмилл (оазис Гирсон) // Тр. НИИ геологии Арктики 1960. — Т. 113.
- Гранатовая сопка // Инф. бюлл. САЭ 1960. — № 18.
- Геология и петрология кристаллического фундамента Антарктической платформы // В кн.: Геология докембрия. (Докл. Сов. Геологов на XXII сессии межд. Геол. Конгресса. Проблема 10.) М., 1964.
- Отогретая Земля. В горах Антарктиды. М., Географгиз, 1961.
- Геология Антарктиды // Природа. — 1962.